# Suijin
Suijin (水神, dieu de l'Eau) est le dieu shinto de l'eau au Japon. Le terme Suijin (littéralement « peuple de l'eau » ou « divinité marine ») renvoie aux manifestations célestes et terrestres de la divinité bienveillante shintoïste de l'eau. Mais il se réfère également à une grande variété de créatures mythologiques et magiques trouvées dans les lacs, les étangs, les sources et les puits, y compris les serpents et les dragons, les anguilles, les poissons, les tortues et les kappa carnivores. En tant que dieu de l'Eau, Mizu no Kamisama, Mizugami, ou Suijinsama, il est très vénéré au Japon.
Également appelé :
- Sui-ten/Suiten (水天?)
- Sui-ō/Suiu (水王?)
- Varuna dans le panthéon hindoue